# Интегрирана цифрова подобрена мрежа
Интегрираната цифрова подобрена мрежа /ИЦПМ/ (на английски: Integrated Digital Enhanced Network – IDEN) е мобилна телекомуникационна технология, разработена от Моторола, която предоставя на своите потребители предимствата на магистрално радио и клетъчен телефон. Тя е наречена първата мобилна социална мрежа от много анализатори в технологичната индустрия. ИЦПМ поставя повече потребители в дадено спектрално пространство в сравнение с аналоговите клетъчни и двупосочните радио системи, като използва компресия на реч и множествен достъп с разделяне по време (TDMA).
ИЦПМ е универсален стандарт, който включва не само гласова комуникация, но и услуги за съобщения, гласова поща, технологии за предаване на данни и други услуги, присъщи на съвременните цифрови клетъчни мрежи.
Използва се в континентите Америка и Азия.

## Работни честоти
ИЦПМ работи на стандарта за честотен диапазон за Америка и Азия 805–821 / 855–866 MHz. Стандартът позволява разполагането на до 240 информационни канала в обхват 1 MHz. В същото време размерът на зоните на покритие на базовите станции в системите IDEN е по-малък, отколкото в системите с други стандарти, което се обяснява с ниската мощност на абонатните терминали (0,6 W за преносими станции и 3 W за мобилни).
ИЦПМ е проектирана и лицензирана да работи на отделни честоти, които може да не са съседни. Мрежата работи на канали с ширина 25 kHz, но заема само 20 kHz, за да осигури защита от смущения чрез предпазни ленти. За сравнение, клетъчният TDMA (Цифрова ПМТС /AMPS/) е лицензиран на блокове от канали с ширина 30 kHz, но всяко излъчване заема 40 kHz и е в състояние да обслужва същия брой абонати на канал като IDEN. ИЦПМ използва дуплексиране с честотно разделяне на каналите, за да предава и получава сигнали отделно, като лентите за предаване и приемане са разделени с 39 MHz, 45 MHz или 48 MHz в зависимост от използваната честотна лента.
ИЦПМ поддържа три или шест потребителя на взаимно свързване (телефонни потребители) на канал и шест потребители за изпращане (потребители „натисни, за да говориш“ /на английски: push-to-talk/) на канал, използвайки множествен достъп с разделяне по време. Времевите интервали за предаване и получаване, присвоени на всеки потребител, са умишлено изместени във времето, така че никога да не се налага един потребител да предава и получава едновременно. Това елиминира необходимостта от дуплексер в мобилния край, тъй като може да се извърши дуплексиране с разделяне по време на използването на RF секция.

## Хардуер
Първият комерсиален телефон в ИЦПМ е L3000 на Моторола, който е пуснат през 1994 г. За по-ранните телефони е използвано като лого Lingo, което означава Link People on the Go. Повечето съвременни телефони в ИЦПМ използват SIM карти, подобни на SIM картите на GSM телефоните, но несъвместими с тях. Ранните модели ИЦПМ, като i1000plus, съхраняват цялата информация за абоната в самия телефон, изисквайки данните да бъдат изтеглени и прехвърлени, ако абонатът иска да смени слушалката. По-новите телефони, използващи SIM технология, правят надграждането или смяната на телефони толкова лесно, колкото и смяната на SIM картата. Съществуват четири SIM карти с различен размер, SIM карти "Endeavour" се използват само с i2000 без данни, SIM карти "Condor" се използват с двуцифрени модели (например i95cl), като се използва SIM с по-малко памет от трицифрените модели (i730, i860), "Falcon" SIM се използват в трицифрените телефони (i530, i710) и четат по-малката SIM за обратна съвместимост, но някои разширени функции, като допълнителна информация за контакт, не се поддържат от по-старите SIM карти. Има и SIM карта "Falcon 128", която е същата като оригиналната "Falcon", но с удвоен размер на паметта, която се използва на нови 3-цифрени телефони (i560, i930).
Взаимосвързаната страна на ИЦПМ използва GSM сигнализация за настройка на разговори и управление на мобилността, като стекът на протоколите Abis е модифициран, за да поддържа допълнителните функции на ИЦПМ. Моторола е нарекла този модифициран стек „Mobis“.
Всеки базов сайт изисква точно време и информация за местоположението, за да синхронизира данните в мрежата. За получаване и поддържане на тази информация всеки базов сайт използва GPS сателити, за да получи прецизна справка за времето.

## Оператори
Държавите, които са имали IDEN мрежи, са САЩ, Канада, Мексико, Коста Рика, Пуерто Рико, Салвадор, Гватемала, Колумбия, Бразилия, Аржентина, Чили, Перу, Китай, Индия, Корея, Гуам, Филипините, Тайланд, Сингапур, Йордания, Израел и Саудитска Арабия Арабия. Използват честота 800 MHz.

## Разширяване
Широколентовата ИЦПМ (ШИЦПМ или WIDEN) е софтуерна надстройка, разработена от Моторола и партньори за нейния ИЦПМ подобрен специализиран мобилен радио (или ESMR) протокол за безжична телефония. WIDEN позволява на съвместими абонатни устройства да комуникират през четири комбинирани канала с ширина 25 kHz за честотна лента, осигуряваща скорост на предаване на данни до 100 kbit/s. Протоколът обикновено се счита за безжична клетъчна технология 2,5G.
Първото устройство, съвместимо с WIDEN, е PC карта Motorola iM240, която позволява скорости на предаване на данни до 60 kbit/s. Първите телефони със софтуерна надстройка WIDEN са Motorola i850 и i760, които са пуснати в средата на лятото на 2005 г. Търговският старт на WiDEN е пускането на Motorola i870 на 31 октомври 2005 г., но повечето хора така и не успяват да изпитат възможността ШИЦПМ в своите телефони. WIDEN се предлага и в смартфона i930/i920. Тъй като ШИЦПМ е технология 2,5G, с навлизането на мрежите 3G Спринт Некстел Корпорейшън престава да я използва и развитието ѝ става нецелесъобразно.